# Walter Priesnitz
Walter Priesnitz (* 1. April 1932 in Hindenburg O.S., Provinz Oberschlesien; † 26. August 2012 in Neuharlingersiel) war ein deutscher Jurist und Verwaltungsbeamter.
Priesnitz wurde als Sohn eines Bankkaufmanns geboren. Nach dem Abitur absolvierte er zunächst eine Ausbildung zum Bankkaufmann. Anschließend nahm er ein Studium der Rechtswissenschaften auf, das er 1955 mit dem ersten Staatsexamen beendete. 1959 legte er das zweite Staatsexamen ab; 1961 folgte die Promotion zum Dr. jur. Als Student wurde er Mitglied der katholischen Studentenverbindung K.St.V. Borussia-Königsberg zu Köln im KV. Priesnitz schlug die Beamtenlaufbahn ein, von 1959 bis 1971 war Priesnitz in zwei Bundesministerien tätig, zuletzt als Regierungsdirektor. Von 1971 bis 1975 war er Leitender Kreisverwaltungsdirektor der Kreisverwaltung Nordfriesland und von 1975 bis 1985 Stadtdirektor in Ahlen.
Priesnitz wechselte 1985 als Ministerialdirektor in das Bundesministerium für innerdeutsche Beziehungen und amtierte hier von 1988 bis 1991 als beamteter Staatssekretär. Von 1991 bis 1996 war er beamteter Staatssekretär im Bundesministerium des Innern und von 1996 bis 1999 Vorsitzender der Geschäftsführung der Bodenverwertungs- und -verwaltungs GmbH (BVVG) in Berlin. Bis zum 24. August 2010 war er Aufsichtsratsvorsitzender dieser Gesellschaft. Ferner war er Vorsitzender der Jakob-Kaiser-Stiftung e.V.

## Ehrungen
- 1991: Großes Verdienstkreuz des Verdienstordens der Bundesrepublik Deutschland
- 2001: Sächsische Verfassungsmedaille